# Ángeles Flórez Peón
Ángeles Flórez Peón (* 17. November 1918 in San Martín del Rey Aurelio, Spanien; † 23. Mai 2024 in Gijón), auch bekannt unter dem Spitznamen „Maricuela“, war eine spanische Krankenschwester, Politikerin (PSOE) und Autorin, die sich für die Rechte der Frauen in Spanien engagierte.

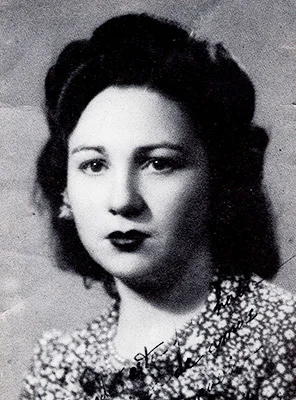
Ángeles Flórez Peón

## Leben
Ángeles Flórez Peón wurde 1918 in Asturien geboren. Mit 9 Jahren begann sie als Hausmädchen zu arbeiten. Im Alter von 16 Jahren verlor sie ihren älteren Bruder Antonio, der bei der Niederschlagung des Asturischen Bergarbeiterstreiks von 1934 mit 23 anderen Streikenden ermordet wurde.
Nach Francos nationalistischem Putsch im Jahr 1936 wurde sie Mitglied der Miliz der Spanischen Republik. Sie wurde Krankenschwester in einem Krankenhaus in Gijón. Ihr Spitzname wurde „Maricuela“. Im Oktober 1937 wurde sie verhaftet und zu 15 Jahren Gefängnis verurteilt. Im Mai 1938 wurde sie in das Saturraran-Gefängnis im Baskenland verlegt, im August 1941 konnte sie es verlassen. Anschließend lebte sie in Barakaldo und zog später nach Oviedo, wo sie in einer Apotheke arbeitete.
1946 heiratete sie Graciano Rozada Vallina (1913–2003), einen ehemaligen Hauptmann der Volksarmee der Spanischen Republik. Sie beteiligte sich an der Umstrukturierung der PSOE und der UGT in Asturien. Das Paar musste 1947 nach Frankreich ins Exil gehen. Sie und ihr Mann ließen sich in der Stadt Saint-Éloy-les-Mines in Département Puy-de-Dôme nieder. 1960 fuhr sie nach Spanien zurück, um ihre Familie zu besuchen, und wurde an der Grenze zunächst festgenommen. Sie konnte ihren Besuch in Asturien dann doch fortsetzen und später nach Frankreich zurückkehren. 2004, ein Jahr nach dem Tod ihres Mannes, kehrte sie endgültig nach Asturien zurück und ließ sich in Gijón nieder. Anfang 2013 trat sie den Juventudes Socialistas de Asturias (JSA) bei, deren Präsidentin sie wurde.
Im Jahr 2014, im Alter von 95 Jahren, begann sie, ihre politischen Ideen und Meinungen auf Facebook und YouTube zu teilen. Sie stellte ihre Kämpfe gemeinsam mit jungen Menschen vor, insbesondere rund um das Recht auf Schwangerschaftsabbruch. Außerdem veröffentlichte sie ihre Memoiren. Ab 2015 war sie Ehrenpräsidentin der Juventudes Socialistas de Asturias.
Sie galt als eine der letzten Zeitzeugen des Spanischen Bürgerkriegs und schließlich als die letzte überlebende Soldatin dieses Krieges.
Flórez Peón starb am 23. Mai 2024 im Alter von 105 Jahren.